# 愛姫

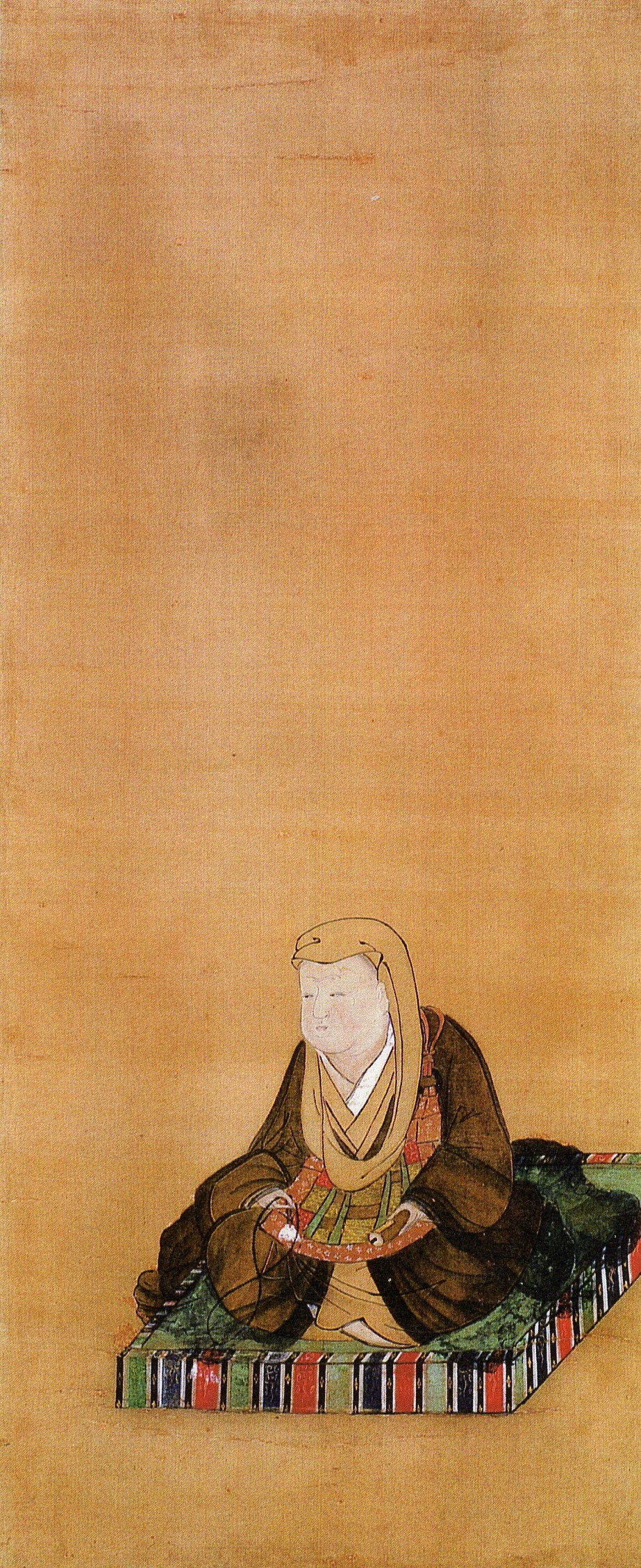
陽徳院（瑞巌寺蔵）

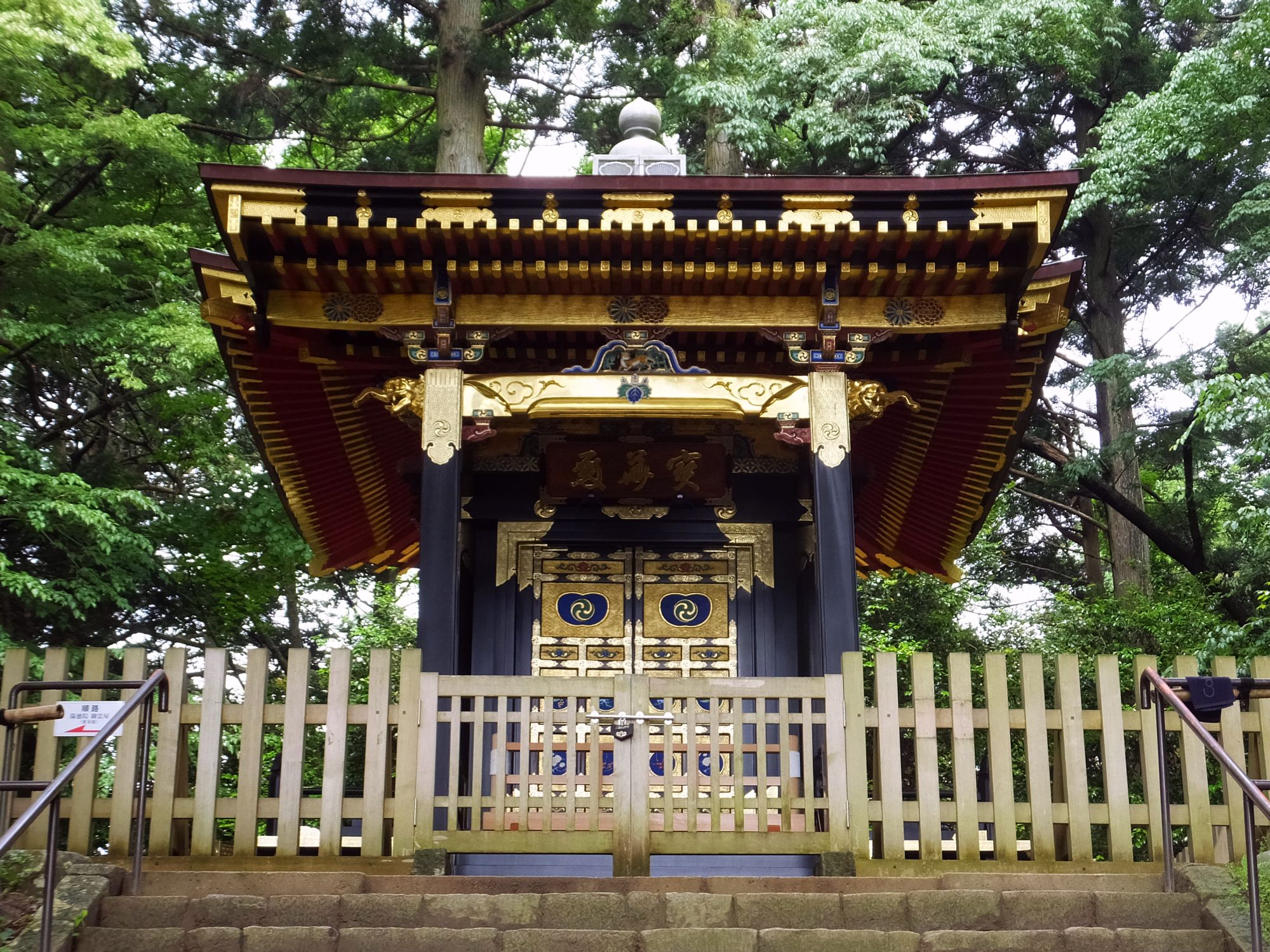
陽徳院 霊屋
（宮城県宮城郡松島町）

愛姫（めごひめ、永禄11年（1568年） - 承応2年1月24日（1653年2月21日））は、安土桃山時代から江戸時代前期にかけての女性。三春城主・田村清顕と正室於北（相馬顕胤の娘）の一人娘で、伊達政宗の正室。通称は田村御前。出家後の院号は陽徳院。

## 生涯
天正7年（1579年）に数え12歳で又従兄弟に当たる伊達政宗の元に嫁ぐ。ところが、自分の暗殺未遂事件に田村家からの内通者の関与があったと疑った政宗によって、彼女の乳母は殺害される。他に多くの愛姫付きの侍女たちが死罪にされたため、一時夫婦仲が悪くなったと伝えられている。
その後、夫婦関係は修復に向かったと思われ、愛姫は京都聚楽第の伊達屋敷に移ってから、文禄3年（1594年）には五郎八姫（松平忠輝正室）を出産した。それから忠宗（仙台藩2代藩主）・宗綱・竹松丸と、政宗との間に4人の子をもうけた。
聚楽第の伊達屋敷に住むようになってからも、いわば外交官的役割で政宗に京都の情勢を知らせ、「天下はいまだ定まっておりませぬ。殿は天地の大義に従って去就をお決め下さりませ。私の身はお案じなさいますな。匕首を常に懐に持っております。誓って辱めは受けませぬ」という手紙を送っている。
慶長18年（1613年）に高田城の普請のために越後国にいた政宗から愛姫に送られた書状には、春秋の季節感や天然自然の草木、花鳥風月について、仏教の無常感を土台に語りかけている｡『枕草子』や『徒然草』が引用され、『源氏物語』の「花宴」の一句で締めくくるなど、その文言は高尚である。夫婦仲が疎遠どころか、複雑な心象を伝える間柄であったことが分かる。
寛永13年（1636年）5月24日に政宗が死去した後、瑞巌寺の雲居禅師の元で仏門に入り、落飾して陽徳院と称した。
承応2年（1653年）1月24日に86歳で死去した。24日は政宗の月命日と同じであった。墓所は瑞巌寺に隣接する陽徳院。

## 遺言
愛姫は政宗や忠宗に対して、実家の田村家の再興をたびたび願い出ていた。忠宗は母の遺言を容れて、母の死の年に息子の宗良を当主として田村家を再興させた。「陽徳院様御夢想之書付」によると、愛姫は自ら繊細な仮名文字で「いろよきはなのえたをこそみる」（色良き花の枝をこぞみる）と記しているが、これは鮮やかな色をした花の枝振りを夕べ夢に見たというような意味で、包紙の上書きに孫の宗良をその母が身ごもった時に見た夢である旨が記されている。

## 登場する作品
- 独眼竜政宗（NHK大河ドラマ 1987年、演：桜田淳子（幼少時代：後藤久美子））
- 天地人（NHK大河ドラマ 2009年、演：杏）[注釈 6]
- 政宗ダテニクル（声：ブリドカットセーラ恵美）2016年のアニメ作品および2021年の劇場アニメ作品。福島県伊達市のご当地アニメとしてガイナが制作。
- いろはに愛姫（スロット機）（大都技研）
- 愛姫 MEGOHIME（アニメ、声：東山奈央）[5]